# 望月雄太
望月雄太（もちづき ゆうた、1981年8月21日 - ）は、日本の元ラグビー選手。現在JAPAN RUGBY LEAGUE ONE東芝ブレイブルーパス東京の事業運営部スタッフ。

## プロフィール
- ポジションはロック(LO)、フランカー(FL)。
- 日本代表キャップは7 [1]。
- ニックネームはもっちん、もっちー[1]。

## 略歴
知人からの紹介で、サッカーからラグビーへ転向し、16歳からラグビーを始めた。
2000年、桐蔭学園高校卒業後に同志社大学に入学。
2004年、同志社大学卒業後、東芝府中ブレイブルーパスに加入。同年9月18日に行われたジャパンラグビートップリーグ第1節の神戸製鋼コベルコスティーラーズ戦に途中出場ながら公式戦初出場を果たす。 
2012年4月28日に行われたアジア5カ国対抗2012カザフスタン戦で日本代表初キャップを獲得した。
2014年10月19日に行われたヤマハ発動機ジュビロ戦でトップリーグ100試合出場を達成した。
2017年、現役を引退。
引退後は、東芝ブレイブルーパス東京の採用・普及担当として勤めていたが、リーグワン2023-24シーズン終了後に東芝ブレイブルーパス東京事業運営部へ異動となった。